# Moorilla Hobart International 2012
Moorilla Hobart International 2012 var en professionel tennisturnering for kvinder, der blev spillet udendørs på hard court. Det var den 19. udgave af turneringen, der er en del af WTA Tour 2012. Kampene blev afviklet i Hobart,Tasmanien, Australien fra 6. januar til den 14. januar 2012.

## Finalerne

### Damesingle
Uddybende artikel: Moorilla Hobart International 2012 (damesingle)
 Mona Barthel –  Yanina Wickmayer, 6–1, 6–2
- Det var Barthel's første sejr i karrieren.

### Doubles
Uddybende artikel: Moorilla Hobart International 2012 (damedouble)
 Irina-Camelia Begu /  Monica Niculescu –  Chuang Chia-jung /  Marina Erakovic, 6–7(4–7), 7–6(7–4), [10–5]